# Ciencias del aprendizaje
Las ciencias del aprendizaje (CA) son un área de investigación interdisciplinaria que trabaja para promover la comprensión científica, humanística y teórica del aprendizaje, así como para participar en el diseño e implementación de innovaciones en el aprendizaje. La investigación de CA se centra tradicionalmente en los fundamentos cognitivo-psicológicos, socio-psicológicos, psicológicos-culturales y teórico-críticos del aprendizaje humano, así como en el diseño de entornos de aprendizaje. Las principales disciplinas que contribuyen a las CA incluyen la ciencia cognitiva, las ciencias de la computación, la psicología educativa, la antropología y la lingüística aplicada. Durante la investigación de las CA se ha expandido su enfoque para incluir el diseño curricular, entornos de aprendizaje informal, métodos de instrucción e innovaciones en política pública.

## Definición del dominio
Como área de investigación emergente, la CA todavía está en proceso de definirse. En consecuencia, la identidad del campo es multifacética y varía de una institución a otra. Sin embargo, la Sociedad Internacional de Ciencias del Aprendizaje (ISLS, por sus siglas en inglés) resume su misión de la siguiente manera: «[ISLS está] dedicada a la investigación empírica del aprendizaje tal como existe en entornos del mundo real y a cómo se puede facilitar el aprendizaje con y sin tecnología.» ISLS tiene una gran membresía en todo el mundo, tiene afiliada a dos revistas científicas internacionales: Journal of the Learning Sciences y International Journal of Computer Supported Collaborative Learning, y anteriormente patrocinó la conferencia bienal Computer Supported Collaborative Learning y la Conferencia Internacional de Ciencias del Aprendizaje en años alternos; estos se han combinado desde 2020 como una Reunión Anual de ISLS unificada con un tema para cada conferencia.
Aunque durante mucho tiempo se han utilizado estudios experimentales controlados e investigaciones cualitativas rigurosas en las ciencias del aprendizaje, los investigadores de las CA a menudo utilizan métodos de investigación basados en el diseño. Las intervenciones se conceptualizan e implementan en entornos naturales para probar la validez ecológica de la teoría dominante, así como para desarrollar nuevas teorías y marcos para conceptualizar el aprendizaje, la instrucción, los procesos de diseño y la reforma educativa. La investigación de las CA se esfuerza por generar principios de práctica más allá de las características particulares de una innovación educativa para resolver problemas educativos reales, dándole a las CA un carácter intervencionista.

## Historia
Varios acontecimientos importantes han contribuido al desarrollo internacional de las ciencias del aprendizaje. Quizás la historia más antigua se remonta a la revolución cognitiva.
En Estados Unidos, un esfuerzo importante para crear un programa de posgrado en ciencias del aprendizaje tuvo lugar en 1983 cuando Jan Hawkins y Roy Pea propusieron un programa conjunto entre Bank Street College y The New School for Social Research. El programa, denominado «Psicología, Educación y Tecnología» (PET), recibió apoyo mediante una subvención de planificación de la Fundación Alfred P. Sloan. Sin embargo, el programa requirió la contratación de nuevos profesores y las instituciones nunca lo concretaron. En 1988, la llegada de Roger Schank a la Universidad Northwestern contribuyó al desarrollo del Instituto de Ciencias del Aprendizaje. En 1991, Northwestern inició el primer programa de doctorado de ciencias del aprendizaje, diseñado y lanzado por Pea como su primer director. El programa aceptó su primer grupo de estudiantes en 1992. Brian Reiser asumió la dirección del programa. Desde entonces, han aparecido a nivel mundial muchos programas adicionales de posgrado de CA de alta calidad, y el campo continúa ganando reconocimiento como un campo innovador e influyente para la investigación y el diseño.
El Journal of the Learning Sciences se publicó por primera vez en 1991, con Janet Kolodner como editora fundadora. Yasmin Kafai y Cindy Hmelo-Silver asumieron el cargo de editores en 2009, seguidas por Iris Tabak y Joshua Radinsky como editores en 2013. La Revista Internacional de Aprendizaje Colaborativo Apoyado por Computadora se creó como una revista independiente en 2006, editada por Gerry Stahl y Friederich Hesse. Aunque estas revistas son relativamente nuevas dentro de la investigación educativa, rápidamente ascendieron a los rangos superiores de la sección de Investigación Educativa de las clasificaciones de factor de impacto del Social Sciences Citation Index.
En agosto de 1991, el Instituto de Ciencias del Aprendizaje organizó su primera Conferencia Internacional sobre Ciencias del Aprendizaje (ICLS, por sus siglas en inglés) en la Universidad Northwestern (editada por Lawrence Birnbaum y publicada por la AACE, pero ya no está disponible). En 1994, la CIET fue sede de la primera reunión bienal, que también tuvo lugar en la Universidad Northwestern. La Sociedad Internacional de Ciencias del Aprendizaje fue fundada posteriormente en 2002 por Janet Kolodner, Tim Koschmann y Chris Hoadley.

## Características distintivas
Al integrar múltiples campos, las ciencias del aprendizaje se extiende más allá de otros campos estrechamente relacionados de maneras distinguibles. Por ejemplo, las ciencias del aprendizaje van más allá de la psicología, en el sentido de que también explican y contribuyen a los enfoques computacionales, sociológicos y antropológicos del estudio del aprendizaje. De manera similar, las CA se inspiran en la ciencia cognitiva y se considera una rama de la ciencia cognitiva; sin embargo, presta especial atención a mejorar la educación a través del estudio, modificación y creación de nuevas tecnologías y entornos de aprendizaje, y diversos factores emergentes e interactuantes que potencialmente influyen en el aprendizaje de los seres humanos.
Muchos investigadores de las CA emplean una metodología de investigación basada en el diseño.La creciente aceptación de la metodología de investigación basada en el diseño como medio de estudio a menudo se considera un factor importante que distingue a las ciencias del aprendizaje de muchos de los campos que contribuyen a ella. Al incluir la investigación basada en el diseño dentro de su conjunto de herramientas metodológicas, las ciencias del aprendizaje se califican como una «ciencia del diseño», que comparte características comunes con otras ciencias del diseño que emplean la ciencia del diseño, como la ingeniería y las ciencias de la computación. Algunos también consideran que las CA tienen cierto grado de superposición con el diseño instruccional, aunque las dos comunidades se desarrollaron de diferentes maneras, enfatizando diferentes programas de investigación. Estas diferencias se describen con mayor detalle en un número especial de 2004 de Educational Technology en 2004.
La investigación basada en el diseño no es de ninguna manera la única metodología de investigación utilizada en este campo. Muchas otras metodologías, incluidos los modelos computacionales, la investigación experimental y cuasiexperimental y las metodologías de investigación cualitativa de estilo etnográfico no intervencionista, se han utilizado y se siguen empleando durante mucho tiempo en las ciencias del aprendizaje (Sommerhoff et al., 2018).